# Jim Bolger
James Brendan Bolger, född 31 maj 1935, är en tidigare nyzeeländsk politiker (Nya Zeelands nationella parti) som var landets premiärminister från 1990 till 1997.
Bolger är farmare till yrket och son till föräldrar från Irland. Han valdes till parlamentsledamot 1972, 1977 blev han minister i Robert Muldoons regering (fiskeriminster från 1977 och därefter arbetsmakrnads- och migrationsminister från 1978), partiledare 1986 och då även formell oppositionsledare. 
Efter storsegern i 1990 års val, genomfördes under Bolgers tid som premiärminister en valreform till parlamentsvalen, från det brukliga med majoritetsval i Westminstermodellen till proportionella val. Det första valet med det nya valsystemet hölls 1996. Bolger kunde kvarstå vid makten men med stöd av högerpopulistiska New Zealand First. Bolger förlorade förtroendet inom sitt parti och efterträddes därför 1997 som partiledare och premiärminister av Jenny Shipley.